# Taekwondo en los Juegos Europeos
El taekwondo en los Juegos Europeos se realizó en la primera edición. El evento es organizado por los Comités Olímpicos Europeos, junto con la Unión Europea de Taekwondo (ETU). 

## Ediciones
| Núm. | Año  | Sede                     | Instalación         |
| ---- | ---- | ------------------------ | ------------------- |
| I    | 2015 | Bakú ( Azerbaiyán)       | Crystal Hall        |
| —    | 2019 | Minsk ( Bielorrusia)     | No realizado        |
| II   | 2023 | Krynica-Zdrój ( Polonia) | Krynica-Zdrój Arena |

## Medallero
- Actualizado a Cracovia 2023.

| Núm. | País                 | Oro | Plata | Bronce | Total |
| ---- | -------------------- | --- | ----- | ------ | ----- |
| 1    | España               | 4   | 3     | 6      | 13    |
| 2    | Reino Unido          | 4   | 1     | 3      | 8     |
| 3    | Croacia              | 3   | 2     | 6      | 11    |
| 4    | Azerbaiyán           | 3   | 2     | 2      | 7     |
| 5    | Turquía              | 2   | 1     | 4      | 7     |
| 6    | Serbia               | 1   | 3     | 1      | 5     |
| 7    | Rusia                | 1   | 2     | 2      | 5     |
| 8    | Italia               | 1   | 1     | 2      | 4     |
| 9    | Francia              | 1   | 0     | 5      | 6     |
| 10   | Bélgica              | 1   | 0     | 1      | 2     |
| 10   | Dinamarca            | 1   | 0     | 1      | 2     |
| 10   | Portugal             | 1   | 0     | 1      | 2     |
| 13   | Georgia              | 1   | 0     | 0      | 1     |
| 14   | Polonia              | 0   | 2     | 0      | 2     |
| 15   | Hungría              | 0   | 1     | 2      | 3     |
| 16   | República Checa      | 0   | 1     | 1      | 2     |
| 17   | Bosnia y Herzegovina | 0   | 1     | 0      | 1     |
| 17   | Eslovenia            | 0   | 1     | 0      | 1     |
| 17   | Irlanda              | 0   | 1     | 0      | 1     |
| 17   | Macedonia del Norte  | 0   | 1     | 0      | 1     |
| 17   | Noruega              | 0   | 1     | 0      | 1     |
| 22   | Alemania             | 0   | 0     | 3      | 3     |
| 22   | Grecia               | 0   | 0     | 3      | 3     |
| 24   | Suecia               | 0   | 0     | 2      | 2     |
| 25   | Bulgaria             | 0   | 0     | 1      | 1     |
| 25   | Chipre               | 0   | 0     | 1      | 1     |
| 25   | Letonia              | 0   | 0     | 1      | 1     |
|      | TOTAL                | 24  | 24    | 48     | 96    |